# Hannibal (Dorstfeld)
Hannibal (auch: Hannibal II) ist der Name eines Großwohnkomplexes in Dortmund-Dorstfeld.

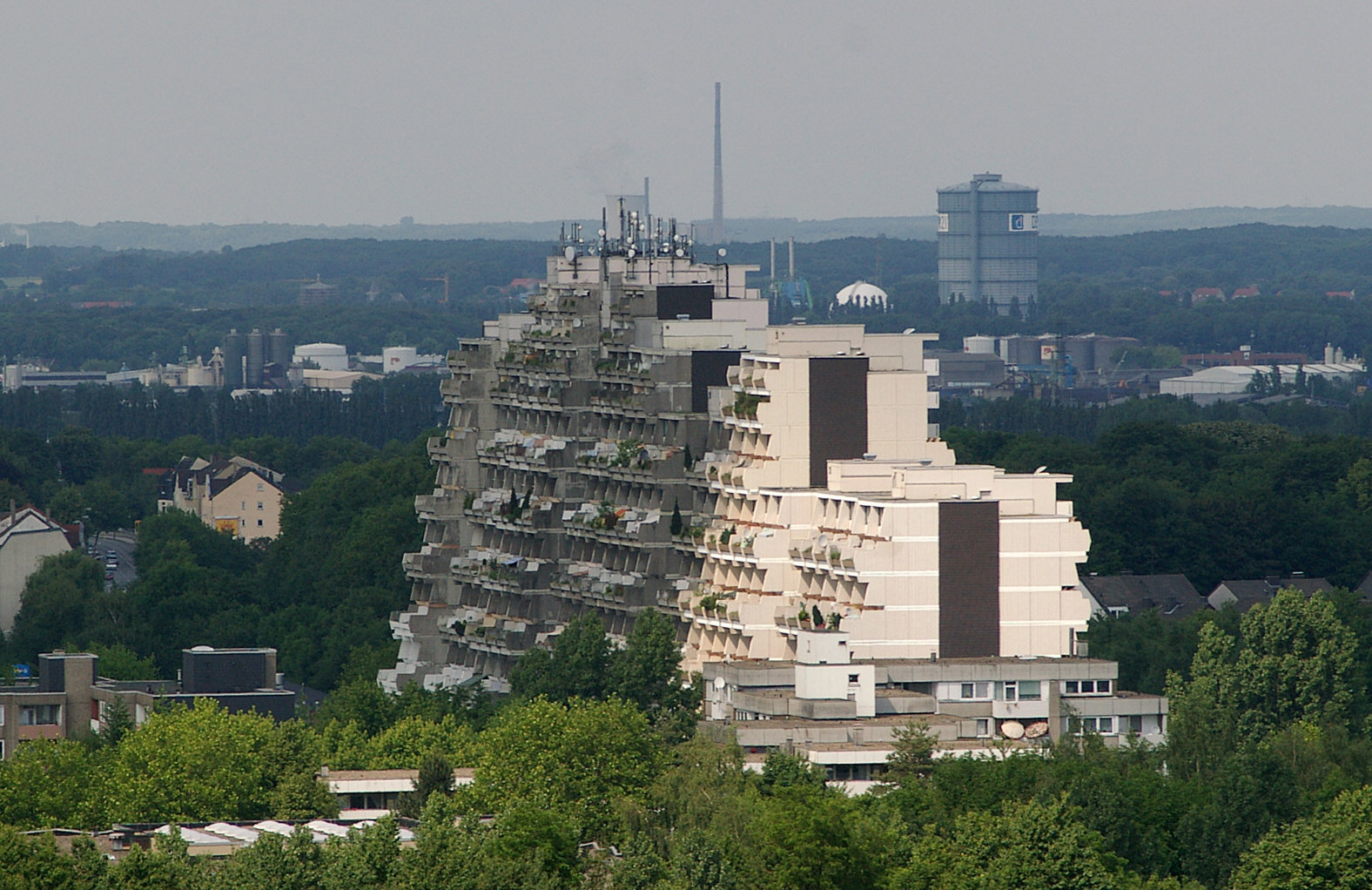
Dorstfelder Hannibal

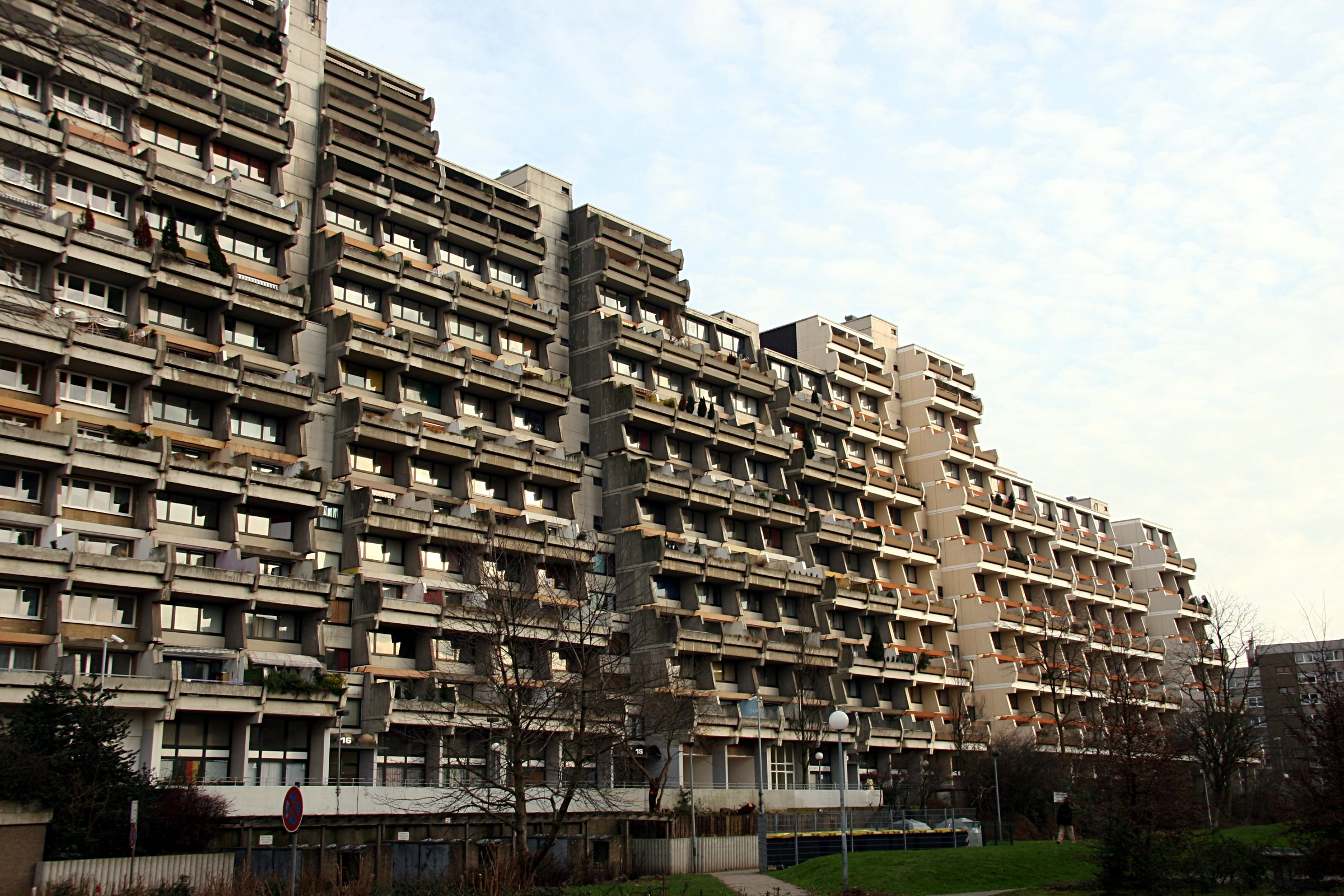
Die Terrassenstruktur an der Westfassade

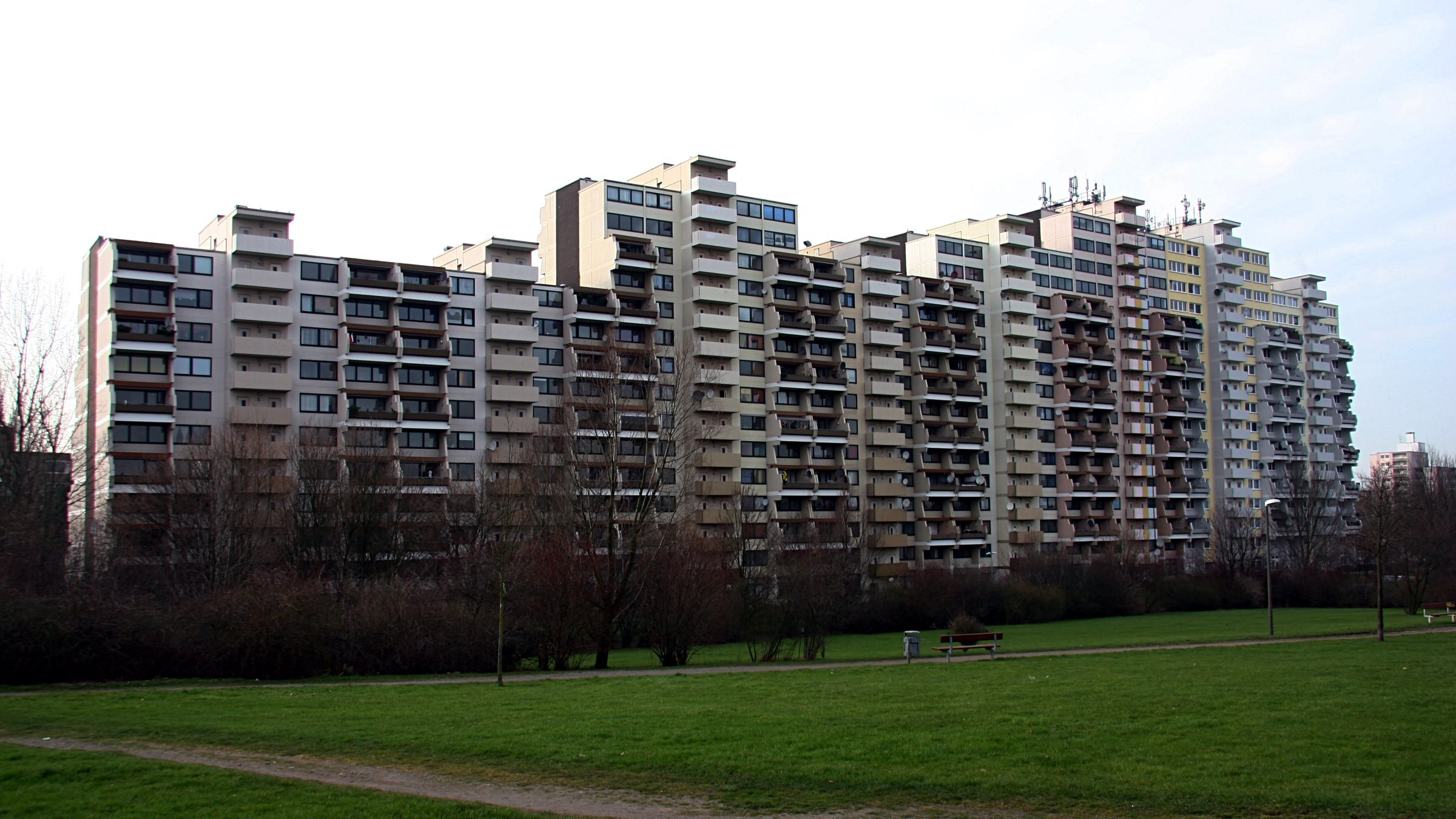
Ostfassade

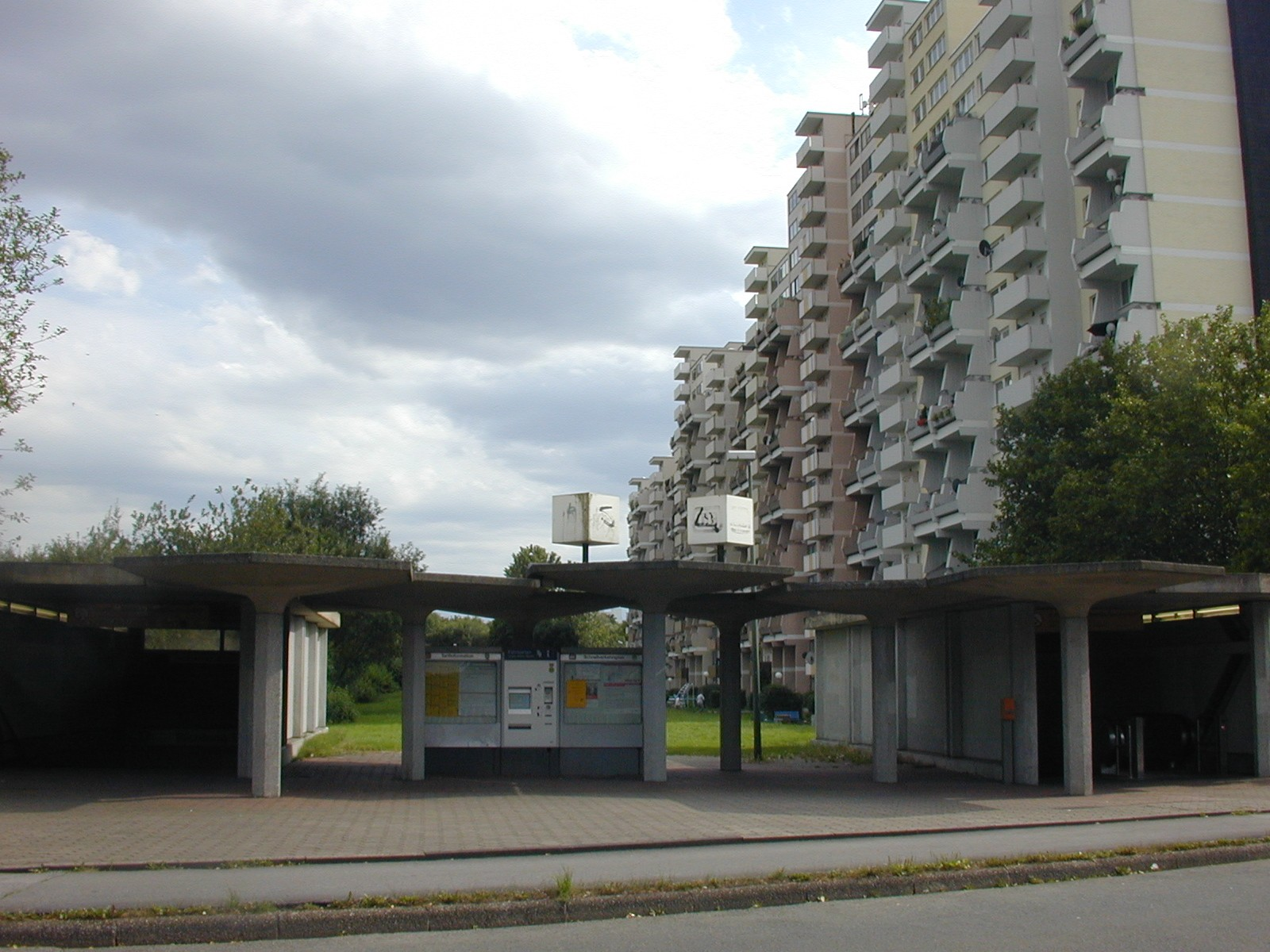
Zugang zum unterirdischen Bahnhof Dortmund-Dorstfeld Süd der S-Bahn Rhein-Ruhr

## Gebäude
Der Komplex wurde 1972 bis 1975 durch die Dogewo nach Plänen von Günther Odenwaeller und Heinz Spieß errichtet. Seine heutige Adresse lautet Vogelpothsweg 12–26. Er besteht aus acht aneinander gereihten Terrassenhochhäusern mit bis zu 16 Etagen, die 412 Wohnungen mit Flächen von 20 m² bis 100 m² enthalten, davon 304 Maisonetten und 108 kleinere Studentenwohnungen mit einer Etage.
Vor dem Komplex befindet sich auf Ebene des Untergeschosses eine durchgängige Tiefgarage, die im Originalzustand von den eigentlichen, im Untergeschoss jedes Gebäudes angelegten Kellern nicht baulich getrennt war. Jedes der acht Hochhäuser hat ein einziges Treppenhaus, das als Sicherheitstreppenraum ausgeführt ist. Jedes der acht Hochhäuser hat einen vom Keller bis zum obersten Geschoss durchgängigen Aufzugschacht. Der Zugang vom Treppenhaus zu jeweils zwei bis acht Wohneinheiten je Etage, die teils über als Fluchtweg notwendige Flure erschlossen sind, erfolgt über offene Laubengänge. Der Zugang zum Aufzug liegt jeweils in einem notwendigen Flur. Eine Querverbindung der Häuser untereinander bestand im Originalzustand nur im Untergeschoss, obwohl als Fluchtwege auch auf einzelnen oberen Stockwerken Querverbindungen erforderlich gewesen wären.
Im Gegensatz zum Hannibal in der Nordstadt gibt es keine Gewerberäume. Die Dogewo ließ sich 1974 eine Nutzungsänderung der entsprechenden Flächen zu Studentenwohnungen genehmigen.

## Geschichte

### Eigentumsverhältnisse
2004 verkaufte die Dogewo den Wohnkomplex an das börsennotierte Wohnungsunternehmen Janssen & Helbing. Dieses begann umfassende Renovierungsarbeiten, da die Gebäude bauliche Mängel aufwiesen, meldete jedoch 2005 Insolvenz an. Der Komplex wurde unter Zwangsverwaltung gestellt und die Arbeiten abgebrochen, sodass es seither in einem Gebäudeteil erneuerte Fassaden und Fenster gab, während der Rest im Zustand der 1970er Jahre war.
Bis 2016 waren die Reparaturmaßnahmen auf das absolute Minimum beschränkt. Die Besitzer des Komplexes wechselten öfters, meist waren es Zwangsverwaltungen, doch die vorherrschenden Mängel wie die öfter ausfallenden Aufzüge, undichte Fenster und abblätternder Putz wurden nicht beseitigt.
Ein zur Vorbereitung auf die Versteigerung erstelltes Immobiliengutachten bezifferte den Verkehrswert des unsanierten Komplexes auf 3,6 Millionen Euro, die Kosten der erforderlichen Arbeiten auf 9,2 Millionen Euro. Außerdem empfahl der Gutachter die Erstellung eines umfassenden Brandschutzgutachtens und wies auf fehlende Brandschotts in den Haustechnikschächten aller Gebäude hin.
Die Lütticher 49 Properties GmbH ersteigerte 2011 das Gebäude für 7 Millionen Euro. Diese Firma gehörte zur Berliner Intown Gruppe, deren Intown Property Management von 2016 bis 2019 als Hausverwaltung agierte. Ab 2019 wurde die Geschäftstätigkeit der Intown-Gruppe durch die neu gegründete Firma Lianeo Real Estate übernommen, die durch die Allsites Property Management GmbH mit Firmensitz am Intown-/Lianeo-Standort in Berlin die Immobilie verwaltete.
Die Lütticher 49 Properties GmbH verkaufte das Grundstück im Februar 2021, im Grundbuch ist seit Mai 2021 die neue Eigentümerin eingetragen.

### Räumung
Bei einer Brandschau am 29. August 2017 wurden zahlreiche durch den Eigentümer abzustellende Mängel identifiziert. Bei einer Nachschau am 19. September fielen weitere, schwerwiegende Mängel an den Fluchtwegen auf. Zufällig wurde überdies festgestellt, dass sich über die durchgehenden Luft- und Kabelschächte Rauchgase ungehindert von den Tiefgaragen in die Wohnbereiche und zwischen den Stockwerken ausbreiten könnten. Dies deckt sich mit den im Immobiliengutachten vor der Versteigerung des Komplexes geäußerten Bedenken.
Die Stadt Dortmund bewertete die Gesamtheit der vorgefundenen baulichen Gegebenheiten als nicht mit der Baugenehmigung in Einklang zu bringen. Der Zustand der Gebäude machte sie demnach für eine Wohnnutzung ungeeignet.
Die Stadt Dortmund sprach am 21. September 2017 gegenüber der Vermieterin eine Nutzungsuntersagung aus, zunächst mündlich und im Nachgang am 11. Oktober schriftlich. Sie erließ eine Räumungsanordnung und stellte es der Vermieterin frei, wie diese die Räumung bewerkstelligen wolle. Als die Vermieterin der Anordnung innerhalb der gesetzten Frist von wenigen Stunden nicht nachkam, vollzog die Stadt Dortmund die Räumung über das Mittel einer Ersatzvornahme durch die Polizei sowie durch städtische Stellen wie Bauordnungsamt, Ordnungsamt und Feuerwehr. Die Stadt übernahm die Sachherrschaft über den Gebäudekomplex und evakuierte ihn noch am Nachmittag des 21. September.
Die Stadt versiegelte Türen und ließ die Feuerwehr Dortmund eine Brandsicherheitswache stellen. Auf Antrag beim Ordnungsamt konnten Bewohner jeweils kurzzeitig und in Begleitung ihre Räumlichkeiten aufsuchen.
Am 23. Oktober 2017 ging der Gebäudekomplex zurück in den Besitz der Vermieterin, die ihn dann von einem Wachschutzunternehmen bewachen ließ.

#### Rechtliche Folgen
Die Lütticher 49 Properties als Eigentümerin und Vermieterin klagte gegen die Stadt Dortmund vor dem Verwaltungsgericht Gelsenkirchen wegen der Räumungsanordnung, wegen der auferlegten Zahlung der im Rahmen der Ersatzvornahme aufgelaufenen Kosten in Höhe von 780.000 Euro, sowie auf Ersatz für den Schaden durch Mietausfall.
Im Oktober 2021 hob das Verwaltungsgericht Gelsenkirchen (Aktenzeichen 10 K 10512/17) die Räumungsanordnung gegenüber der Vermieterin, die in Form einer Ersatzvornahme durch die Stadt Dortmund durchgesetzt worden war, auf. Das Gericht entschied, dass die Räumungsanordnung stattdessen an jede einzelne Mietpartei hätte ergehen müssen, da die Vermieterin keine rechtliche Handhabe besaß, im Rahmen von laufenden Mietverhältnissen eine tatsächliche Räumung der Mietobjekte zu bewirken.
Mit der gleichen Begründung hob das Gericht die Nutzungsuntersagung teilweise auf. Es bestätigte jedoch die Rechtmäßigkeit des Aspekts der Untersagung, der darauf abzielte, dass die Vermieterin die Tiefgarage und die tatsächlich geräumten Wohnungen auch in Zukunft nicht selber nutzen oder weitervermieten können sollte.
Überhaupt stellte das Gericht fest, dass die Stadt Dortmund korrekt entschieden habe, dass die Nutzung der Gebäude nicht mit der Bauordnung des Landes Nordrhein-Westfalen in Einklang gebracht werden kann:

„Die Nutzung des Gebäudekomplexes zu Wohnzwecken einschließlich der Nutzung der Tiefgarage ist formell illegal, da sie im Zeitpunkt des Aufgriffs durch die Beklagte (die Stadt Dortmund, Anm.) und in der Zeit danach nicht durch eine Baugenehmigung gedeckt war bzw. ist.“

Das Verfahren über die von der Stadt in Rechnung gestellten Gebühren in Höhe von rund 450.000 Euro (Aktenzeichen 10 K 803/19) war im Jahr 2021 nicht abgeschlossen.

### Leerstand
Zum Jahresende 2017 wurde laut dem Versorger DEW21 die Wasserzufuhr in dem Gebäude abgestellt; ebenso wurde die Nahwärme-Contracting-Heizanlage demontiert. Zum 31. Januar 2018 wurde das Gebäude stillgelegt. Die Bewachung erfolgte nur noch lückenhaft. Wenige Mieter erstritten auf dem Rechtsweg die Möglichkeit, ihre Wohnungen zu betreten. Es wurden in der Folgezeit Wohnungseinbrüche und Verwüstungen bekannt, auch kam es zu einem Brand von Unrat in einem Hausflur.
Laut einer 2018 getätigten Verlautbarung des Eigentümers sollte der Wohnkomplex ab Mitte 2019 komplett renoviert werden und Ende 2020 wieder bezugsfertig sein. Er gab an, dass mehr Wohnungen zur Verfügung stehen sollten als vorher, unter anderem Studenten- und Singlewohnungen. Die restlichen Mieter sollten zu alten Konditionen zurückkehren dürfen.
Dieser Zeitplan wurde nicht eingehalten. Der Eigentümer tilgte im Mai 2018 die bestehende Grundschuld und machte den Hannibal damit unabhängig von anderen eigenen Immobilien. Im April 2019 reichte er einen Entwurf eines Bauantrags ein, der vom Bauamt der Stadt Dortmund zurückgewiesen wurde, weil die Brandschutzprobleme bestehen bleiben würden.
Im Mai 2020 wurde ein verbesserter Entwurf vorgelegt. Im November 2020 genehmigte die Stadt Dortmund die Bauanträge. Darin wird das Objekt in fünf Bauabschnitte unterteilt, um die Arbeiten nacheinander ausführen zu können: Ein Abschnitt beinhaltet die Tiefgarage, vier Abschnitte umfassen jeweils ein Paar der acht Hochhäuser. Die Genehmigung gilt zunächst für drei Jahre und ist danach jährlich verlängerbar.
Im Juli 2023 drangen unbekannte Täter mit Gewalt in das Gebäude ein und entwendeten aus Gebäudeteilen und technischen Anlagen eine große Menge Kupferkabel. Die gestohlenen Kabel hatten ein Gesamtgewicht von mindestens 2.000 Kilogramm, was nach Angaben der Polizei einen hohen Aufwand beim Abtransport erfordert habe. Demontage und Abtransport wirkten wie die Arbeiten eines Bauunternehmens. Der entstandene Schaden wurde auf einen hohen sechsstelligen Betrag geschätzt.

### Modernisierung und Sanierung
Im Februar 2021 verkaufte die Lütticher 49 Properties den Komplex. Wurde zunächst die Forte Gruppe als neue Eigentümerin genannt, wurde später bekannt, dass diese den Umbau leitet und der Komplex der Amsterdamer Dortmund Green Living B.V. gehört. Das Gebäude gehört laut Radio 91.2, Stand Juli 2023, der Forte Capital Deutschland aus Frankfurt am Main.
Anfang 2022 begannen die Vorbereitungen für die Sanierung mit dem Rückbau der Gebäudeinstallation und der Bäder. Für den Neueinbau fand eine Ausschreibung statt. Die acht seit der Erstfertigstellung vorhandenen Aufzüge werden durch neue ersetzt. Die Sanierung wurde für einige Zeit unterbrochen, aber seit Juli 2023 wird das Gebäude weiter saniert. Es wurde zunächst entkernt, um es dann zu modernisieren. Dazu soll das Gebäude „mit Dämmung und nachhaltigen Wärmequellen“ ausgestattet werden.
Mit Stand Frühjahr 2023 sollen erste Wohneinheiten Anfang 2025[veraltet] beziehbar sein.

## Hannibal im Film
- Jede Menge Kohle (1981): In diesem Spielfilm wurden einige Szenen im Wohnkomplex gedreht.
- Hannibal – Geschichten aus dem Block: Im Kontext des Grid Projects der FH Dortmund wurde ein Film von einem Studenten gedreht, der zeigt, welche Lebensumstände im Wohnkomplex herrschen.
- Dorstfelder Hannibal liegt brach: eine ZDF-Dokumentation zeigt die Situation des Wohnkomplexes als „Negativbeispiel für sozialen Wohnungsbau“.